# Pensionskasse
En pensionskasse er en forening,  der yder alders- eller invalidepension til sine medlemmer og pension til medlemmernes efterladte. Typisk forvalter en dansk pensionskasse den overenskomstbaserede arbejdsmarkedspension i en bestemt branche.
Udtrykket pensionskasse bruges i flere lande, men den præcise udformning og juridiske og organisatoriske status varierer fra land til land, afhængigt af traditionerne på selskabs- og pensionsområdet i det pågældende land. I Tyskland er en "Pensionskasse" således ikke en forening, men et aktieselskab eller et gensidigt selskab.

## Pensionskasser i Danmark
Pensionskasser oprettet efter overenskomst mellem arbejdsgivere og arbejdstagere falder i to grupper: Firmapensionskasser, der dækker en enkelt virksomhed eller koncern, og tværgående pensionskasser, der typisk dækker en faggruppe på tværs af virksomheder. En tværgående pensionskasse ejes af medlemmerne i forening.
I Danmark er pensionskasser reguleret ved Lov om Finansiel Virksomhed. Reguleringen er i det store hele sammenfaldende med reguleringen af livsforsikringsselskaber med de forskelle, der følger af selve organisationsformen.

## Pensionskasser i forhold til andre pensionsvirksomheder
De tværgående pensionskasser administrerede i 2018 15,9 % af den samlede danske pensionsformue, og firmapensionskasserne yderligere 1,1 %. Til sammenligning administrerede de 17 livsforsikringsselskaber, som sammen med pensionskasserne udgør de danske pensionsselskaber, 52 %. Pengeinstitutter administrerede ca. 10 %, og de to lovfæstede fonde Arbejdsmarkedets Tillægspension (ATP) og Lønmodtagernes Dyrtidsfond (LD) (godt 20 %).
Ofte opdeles pensionsselskaberne i markeds-orienterede (eller kommercielle) og ikke-markedsorienterede. Alle pensionskasser og seks danske livsforsikringsselskaber er ikke-markedsorienterede, da opsparingen i selskaberne er obligatorisk for bestemte erhvervsgrupper. De øvrige livsforsikringsselskaber er markedsorienterede og henvender sig dermed potentielt til alle individer i befolkningen. Dette medfører en strukturel forskel i omkostningerne, som gør pensionskassedrift væsentlig billigere end driften af livsforsikringsselskaberne: Pensionskasserne har som følge af pligtmedlemskab langt lavere akkvisitionsomkostninger end forsikringsselskaberne.

### Tværgående danske pensionskasser
I 2018 var der 14 tværgående pensionskasser under dansk tilsyn (heraf var én pensionskasse grønlandsk). Det var en væsentlig formindskelse i forhold til 1999, hvor der havde været 31 tværgående pensionskasser.
De 14 tværgående pensionskasser var:
- Arkitekternes Pensionskasse - del af administrationsfællesskabet Sampension
- Danske civil- og akademiingeniørers Pensionskasse (DIP)
- Juristernes og Økonomernes Pensionskasse (JØP)
- Lægernes Pension
- MP Pension (Pensionskassen for magistre og psykologer)
- Pensionskassen for Socialrådgivere, Socialpædagoger og Kontorpersonale - del af administrationsfællesskabet PKA
- PenSam - for FOAs faggrupper
- Pensionskassen for Farmakonomer - del af administrationsfællesskabet PKA
- Pensionskassen for Jordbrugsakademikere og Dyrlæger - del af administrationsfællesskabet Sampension
- Pensionskassen for Sundhedsfaglige - del af administrationsfællesskabet PKA
- Pensionskassen for Sygeplejersker og Lægesekretærer - del af administrationsfællesskabet PKA
- Pensionskassen for teknikum- og diplomingeniører (ISP) - del af administrationsfællesskabet Sampension
- Pædagogernes Pensionskasse
- Arbejdstagernes Pensionskasse (SISA) - grønlandsk pensionskasse

DIP, ISP og JØP planlægges fusioneret i de kommende år.

### Danske firmapensionskasser
Ved slutningen af 2018 var der i alt 17 firmapensionskasser i Danmark. De administrerede samlede pensionsmæssige hensættelser på 39 mia. kr., hvilket udgjorde 1,1 % af den samlede danske pensionsformue. Heraf varetog den største firmapensionskasse, TDC Pensionskasse, 71 %. De tre største firmapensionskasser ejede tilsammen 92 % af de samlede aktiver.
Antallet af firmapensionskasser i Danmark er blevet mindre gennem de sidste mange år. Der bliver sjældent etableret nye firmapensionskasser, og de eksisterende firmapensionskasser overdrager enten deres firmaordninger eller lader sig afvikle ved ikke at optage nye medlemmer. Mange firmapensionskasser har altså i dag ingen indbetalende medlemmer, men alene medlemmer, der modtager pensionsydelser.

## Historie
I 1900 blev Pensionskassen for Værkstedsfunktionærer i Jernindustrien i Danmark etableret. Den eksisterede i 110 år, indtil den i 2010 blev overtaget af PFA Pension.